# INOGATE
INOGATE – międzynarodowy program współpracy w dziedzinie energii pomiędzy Unią Europejską, państwami leżącymi nad Morzem Czarnym i Morzem Kaspijskim oraz ich krajami sąsiednimi. Program działa od 1996 roku. Nazwa INOGATE powstała jako akronim od wyrazów: INterstate Oil and GAs Transportation to Europe.
INOGATE jest jednym z najdłużej działających programów pomocy technicznej finansowanych przez UE. Aż do 2006 roku był finansowany przez Program Pomocy Technicznej dla Wspólnoty Niepodległych Państw (TACIS), a od 2007 roku zaczął być finansowany ze środków Instrumentu Europejskiej Polityki Sąsiedztwa (ENPI) w ramach ENPI-Wschodniego Regionalnego Programu Orientacyjnego na lata 2007–2010 oraz na lata 2010–2013. EuropeAid wspiera program poprzez ENPI oraz Instrument Rozwoju Współpracy.
Członkami INOGATE są:
- Armenia
- Azerbejdżan
- Białoruś
- Gruzja
- Kazachstan
- Kirgistan
- Mołdawia
- Tadżykistan
- Turcja
- Turkmenistan
- Ukraina
- Uzbekistan

Status obserwatora posiada Rosja.